# Kornse Boezem

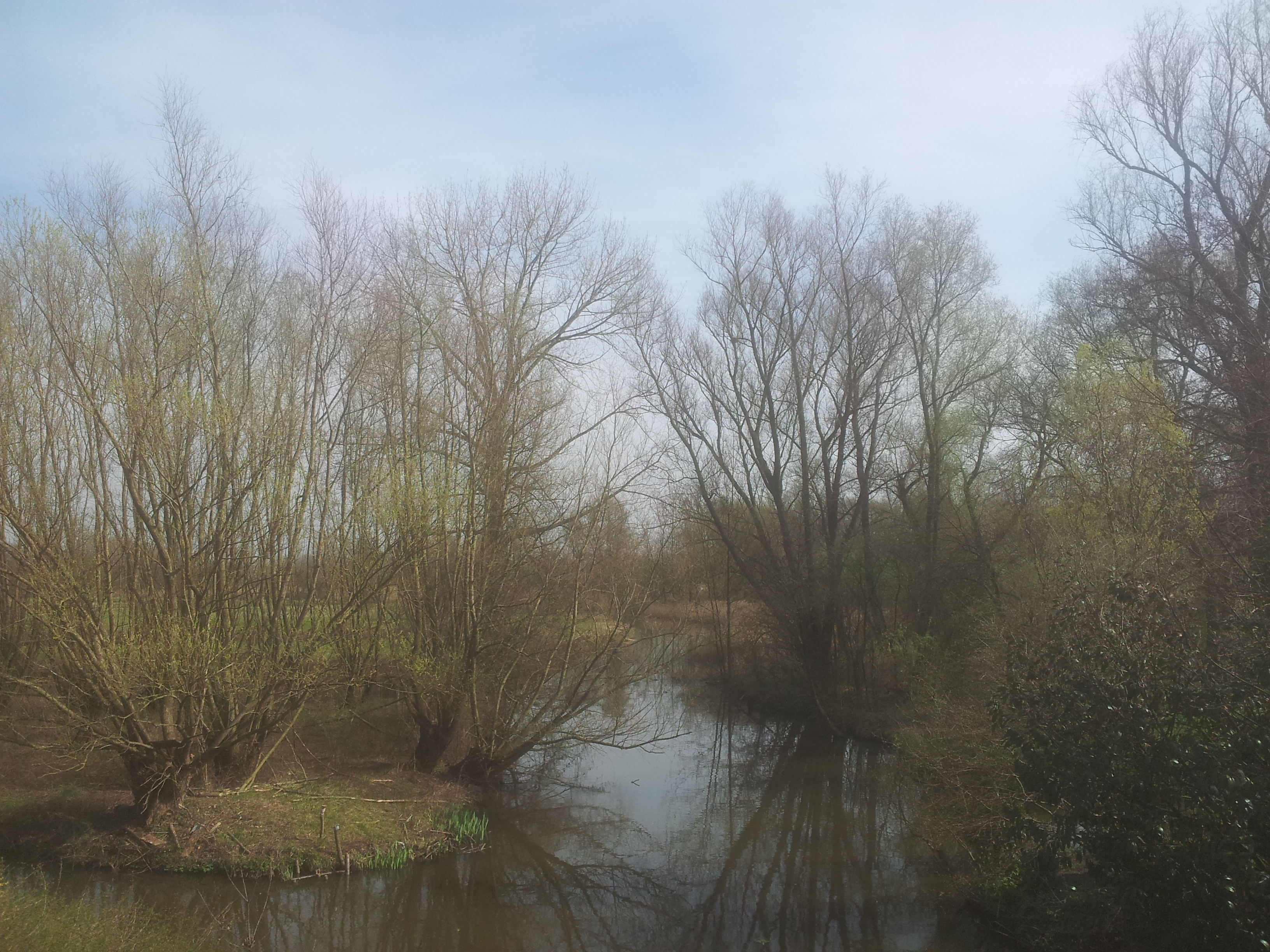
Kornse Boezem, gezien vanaf de Kornse Dijk

De Kornse Boezem of Kornsche Boezem is een natuurgebied bij de buurtschap Korn ten noorden van Dussen. Het gebied meet 42 ha en wordt beheerd door Staatsbosbeheer.
Oorspronkelijk betrof het een boezemgebied dat regelmatig overstroomde en waarvan de Gantel het water afvoerde. In 1930 werd het nog gebruikt als wei- en hooiland, waarna er griendhout werd geplant. In 1963 kwam een einde aan het gebruik als boezemgebied en trad een sterke verlaging van het grondwaterpeil op, wat verruiging in de hand werkte.
Enkele hooilanden bleven bestaan en daar groeit dotterbloem, moeraskartelblad en waterdrieblad. Het bos heeft een aantal soorten van betere bosbodems en, dankzij het uittreden van kwel, herbergen de sloten tal van soorten zoals: krabbenscheer, bittere veldkers, groot springzaad en kruipend zenegroen. Van de vogels kunnen bosuil, torenvalk, nachtegaal en gekraagde roodstaart worden genoemd.
In de nabijheid van dit natuurgebied bevindt zich de Noordeveldse Molen, een poldermolen van het type wipmolen uit 1795.
Er is een wandelroute uitgezet, maar deze is vaak drassig.